# Широка поляна (дем Мустафчово)
Вижте пояснителната страница за други значения на Широка поляна.
Широка поляна (на гръцки: Σιρόκον, Сироко) е село в Западна Тракия, Гърция в дем Мустафчово.

## География
Селото се намира на южните склонове на Родопите.

## История
Според Патриарх Кирил към 1943 година в селото има 30 семейства със 143 души помаци. Патриархът посочва също, че селото е разделено на следните махали: Бараха (Бара), Тюлюцка и Широка поляна.